# (68719) Jangyeongsil
(68719) Jangyeongsil ist ein Asteroid im inneren Hauptgürtels. Der Himmelskörper wurde am 16. Februar 2002 vom südkoreanischen Astronomen Jeon Young-beom entdeckt. Dies gelang ihm am Bohyunsan Optical Astronomy Observatory (IAU-Code 344). Das Bohyunsan Optical Astronomy Observatory ist mit einem Ritchey-Chrétien-Teleskop mit 1,8 Meter Durchmesser ausgestattet und befindet sich auf dem Berg Bohyeon in der Nähe von Yeongcheon in der Provinz Gyeongsangbuk-do im Osten von Südkorea und ist im Besitz des Korea Astronomy and Space Science Institutes.
Sichtungen des Asteroiden hatte es vorher schon gegeben: am 8. Juni 1991 unter der vorläufigen Bezeichnung 1991 LG7 am La-Silla-Observatorium in Chile sowie am 21. und 27. November 2000 (2000 WN47) am Lincoln Laboratory ETS auf der White Sands Missile Range in New Mexico.
Der mittlere Durchmesser von (68719) Jangyeongsil wurde mithilfe des Wide-Field Infrared Survey Explorers (WISE) mit 4,177 (± 0,126) km berechnet, die Albedo mit 0,034 (± 0,006). Die niedrige Albedo weist auf eine dunkle Oberfläche hin.
Die Lichtkurven wurde 2018 von Josef Ďurech, Josef Hanuš und Víctor Manuel Alí-Lagoa anhand von Daten der Lowell Photometric Database und des Wide-Field Infrared Survey Explorers berechnet und weist auf eine langsame Achsendrehung hin, das Ergebnis reichte jedoch nicht zur Berechnung der Rotationsperiode aus.
In einer Einteilung von Asteroiden nach Asteroidenfamilien von David Nesvorný, Miroslav Brož und Valerio Carruba aus dem Jahre 2015 wird (68719) Jangyeongsil der Sulamitis-Familie zugerechnet, einer nach dem Asteroiden (752) Sulamitis benannten Gruppe von Asteroiden. Die AstDyS-2-Datenbank weist dem Asteroiden keine Asteroidenfamilie zu.

## Benennung
Der Asteroid wurde am 6. März 2004 nach dem Erfinder und Ingenieur Jang Yeong-sil benannt, der in der ersten Hälfte des 15. Jahrhunderts fünf verschiedene astronomische Instrumente erfand und zehn verschiedene Zeitmesser. In der Widmung zur Benennung hervorgehoben wurden seine Erfindung einer Wasseruhr sowie die Verbesserung einer Druckpresse. Gleichzeitig waren vier weitere Asteroiden nach koreanischen Erfindern aus dem 14. bis zum 17. Jahrhundert benannt worden: (63145) Choemuseon, (63156) Yicheon, (72021) Yisunji und (72059) Heojun.